# Charles Mazeau

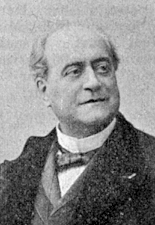
Charles Mazeau

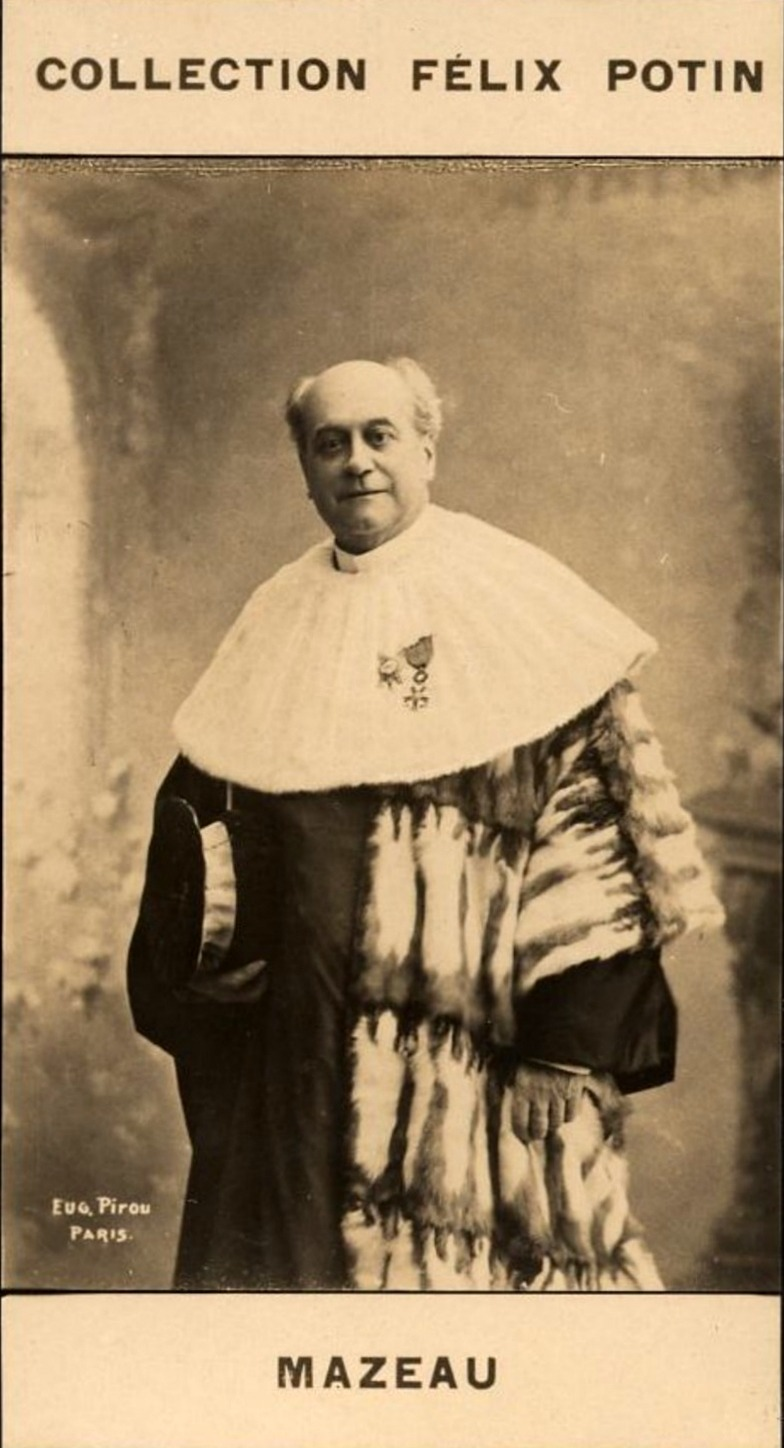
Gerichtspräsident Mazeau

Charles Jean Jacques Mazeau (* 1. September 1825 in Dijon; † 8. Februar 1905 in Paris) war ein französischer Jurist und Politiker der Dritten Republik.

## Leben
Charles Mazeau erwarb den Titel eines Doktors der Rechte und arbeitete zunächst als Anwalt in Dijon.
Noch im Zweiten Kaiserreich wurde er 1869 zum Generalrat der Côte-d’Or im Kanton Gevrey-Chambertin und 1871 bei den Nachwahlen im Juli in die Nationalversammlung gewählt. 1876 wurde er Senator der Côte-d’Or und blieb bis 1903 im Amt.
Mazeau war vom 30. Mai 1887 bis zum 30. November 1887 Justizminister in der ersten Regierung von Maurice Rouvier. Er musste zurücktreten, weil er den Abgeordneten Daniel Wilson im Ordensskandal gedeckt hatte. Wilson, Schwiegersohn des Staatspräsidenten Jules Grévy, hatte Orden der Ehrenlegion für Geld vermittelt.
Er war von 1890 bis 1900 während der Dreyfus-Affäre Erster Präsident des Kassationsgerichts. In dieser Funktion unterzeichnete er am 3. Juni 1899 das Kassationsurteil, mit dem Alfred Dreyfus an den zweiten Kriegsrat in Rennes verwiesen wurde.
Mazeau wurde zum Großoffizier der Ehrenlegion ernannt.

## Schriften (Auswahl)
- Des agents de change et des opérations de bourse : en droit commercial ; De substitutions : en code civil ; De pigneratitia actione, vel contra : en droit romain. Impr. Loireau-Feuchot, Dijon 1846 (Lizenziatsarbeit).
- De la compétence en matière d’expropriation pour cause d’utilité publique : droit administratif, droit français ; De Catoniana regula : jus romanum. Impr. Loireau-Feuchot, Dijon 1848 (Dissertation).
- Constitution des Conseils généraux de l’Algérie : discours. Challamel aîné, Paris 1872 (Sonderdruck einer Rede vor der Nationalversammlung vom 21. November 1872).
- De l’influence du droit canonique sur la législation française. Impr. de Darantière, Dijon 1888.